# مصطفی الکاظمی
مصطفی عبداللطیف مشتت شناخته شده به مصطفی کاظمی (به عربی: مصطفی الکاظمی؛ زادهٔ ۱۹۶۷ در بغداد)، سیاستمدار، حقوقدان و نخست‌وزیر عراق بود که از می ۲۰۲۰ تا اکتبر ۲۰۲۲ این سمت را برعهده داشت. او همچنین سرپرست پیشین سرویس اطلاعات ملی عراق بود که از ژوئن سال ۲۰۱۶ و با تلاش‌های اطلاعاتی برای پشتیبانی از امنیت داخلی عراق و دستیابی به دستورکار سیاست خارجی در این جایگاه حضور داشت.

## زندگی
مصطفی کاظمی در سال ۱۹۶۷ در بغداد زاده شد و شهروندی دوگانه عراق و انگلستان را دارد. او دارای مدرک لیسانس حقوق از دانشگاه التراث عراق است.
کاظمی سخنران مخالف دیکتاتوری رژیم صدام حسین بود. او چندین سال در تبعید زندگی کرد، اما هنوز به هیچ‌یک از احزاب سیاسی عراق، ایران عضو نیست. وی در نقش مدیرعامل «بنیاد الذاکره» عراق در لندن بین سالهای ۲۰۰۳ و ۲۰۱۰، سازمانی که به منظور مستندسازی جنایات رژیم صدام حسین تأسیس شده‌است، تیمی را مدیریت کرد که در کشورهای مختلف از جمله عراق گسترش یافت. وی بر مستندات، شهادتها و جمع‌آوری فیلم‌های قربانیان رژیم صدام حسین نظارت داشت.
کاظمی نقش مهمی در جامعه مدنی و روزنامه‌نگاری عراق داشته‌است. او سه سال سردبیر مجله نیوزویک عراق بود و مدتی هم ستون نویس و سردبیر نسخه عراقی المانیتور بود، و در رسانه‌های متنوع مشارکت داشت. مقالات وی با هدف بالابردن روحیه صلح، مشارکت اجتماعی در عراق و نمایش آینده و موقعیت تاریخی مناسبی برای کشور و افشای پشت پرده ناکامی‌ها و سردرگمی‌ها با تأکید بر تجربه سیستم‌های سیاسی و راه‌های رفع آن بود. او همچنین به عنوان نویسنده کتاب‌ها و مطالعاتی را نیز منتشر کرده‌است که مهم‌ترین آنها کتابی با عنوان «مسئله عراق؛ آشتی بین گذشته و آینده» و نشریه مسائل عراق است.
کاظمی در سال ۲۰۱۶ به ریاست سازمان اطلاعات ملی عراق برگزیده شد. وی مسئول اصلاح خدمات برای کارآمدتر بودن و رسیدن به استانداردهای بین‌المللی و نظارت بر پایان دادن به سیاسی کردن اقدام اطلاعاتی، اجرای روشهای پیشرفته برای جمع‌آوری و تجزیه و تحلیل اطلاعات و تعیین اولویت‌ها برای گسترش دامنه کار سرویس اطلاعات ملی بود. تحت رهبری وی، این آژانس صلاحیت خود را، به ویژه در مبارزه با تروریسم، چه در داخل و چه در خارج، گسترش داد و نقش مهمی در نبرد عراق علیه داعش داشت.
به دنبال ماه‌ها اعتراضاتی که در اکتبر سال ۲۰۱۹ در سراسر عراق رخ داد و کناره‌گیری نخست‌وزیر عادل عبدالمهدی و کابینه وی را در پی داشت، مصطفی کاظمی به عنوان مدعی اصلی رقابت‌های نامزدی نخست‌وزیری شناخته شد.

### تلاش ناموفق برای ترور
در ساعات اولیه ۷ نوامبر ۲۰۲۱ (۱۶ آبان ۱۴۰۰)، یک پهپاد انفجاری محل سکونت مصطفی الکاظمی در منطقه سبز بغداد را مورد هدف قرار داد ولی او جان سالم به در برد.